# وجود (اسلام)
وجود واژه‌ای عربی است که معمولاً در دین اسلام به معنای هستی، وجود، حضور، موجودیت، مص ترجمه می‌شود. اگرچه، در دین اسلام، به این متمایل است که معنایی عمیق‌تر بخورد گیرد. گفته شده‌است که همه چیز وجود خدا را با یافته شدن یا دریافته شدن توسط خدا می‌گیرد.
در لغتنامه دهخدا وجود به این صورت شرح داده شده است:
وجود. [ وُ ] (ع مص ) وَجد. جِدَة. وِجدان . یافتن . (منتهی الارب ) (ترجمان علامه ٔ جرجانی ترتیب عادل بن علی ). || دانستن . (از اقرب الموارد). وجد به معنی عَلِم َ آید و در این هنگام از افعال قلوب به شمار آید و دو مفعول را نصب دهد مانند: وجدت صدقک راجحاً. (اقرب الموارد). || هست گردیدن و فعل آن به طور مجهول به کار رود. (اقرب الموارد) (منتهی الارب ). || (اِمص ) بود. (یادداشت مرحوم دهخدا). هستی . ضد عدم . (ناظم الاطباء). هستی . (منتهی الارب ) (ناظم الاطباء). چیزها را وجودی است در اعیان و وجودی است در اذهان و این هر دو به طبع باشد و اختلاف و تغیر را در آن مدخلی نه و وجودی در عبارت و وجودی در کتابت و این هر دو به وضع باشد و به حسب اختلاف اغراض واضعان مختلف و متغیر شود و از این چهار وجود سه دال بودو آن کتابت و عبارت و معنی است و سه مدلول و آن عبارت و معنی و عین است و وجود در کتابت دال بود و مدلول نبود و در عین مدلول بود و دال نبود و در قول و ذهن هم دال بود و هم مدلول . (اساس الاقتباس ص 62).